# Arquidiocese de Goiânia

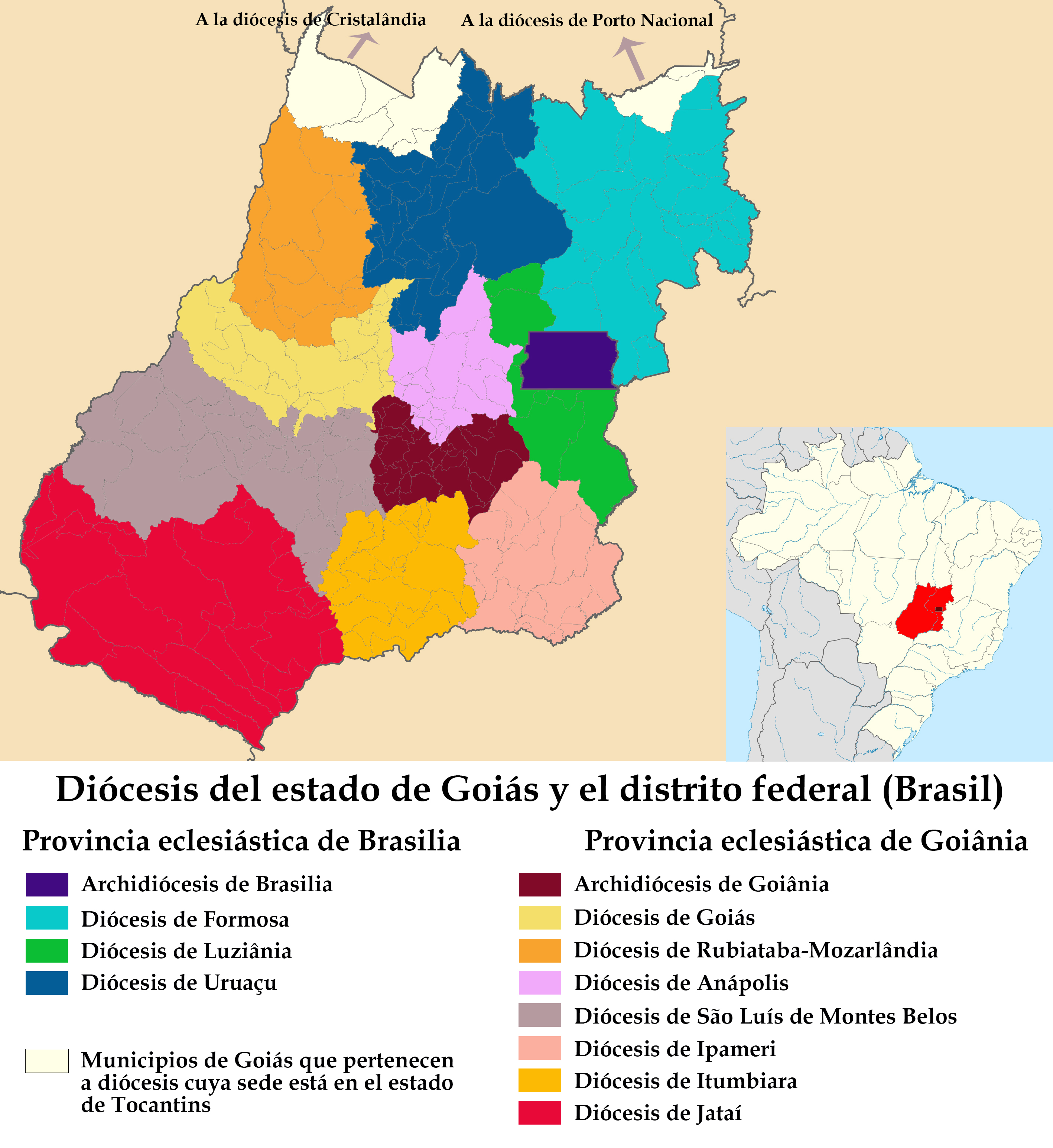
Províncias eclesiásticas da regional CNBB Centro-Oeste.

A Arquidiocese de Goiânia (Archidiœcesis Goianiensis) é uma circunscrição eclesiástica católica no estado de Goiás, Brasil. Foi criada pelo papa Pio XII em 26 de março de 1956, pela bula Santissima Christi Voluntas. Nessa data, Goiás constituía um só estado, com os atuais Distrito Federal e estado do Tocantins. Sua Sé Episcopal está na Catedral Nossa Senhora Auxiliadora, em Goiânia.

## Histórico
Numa extensão tão grande havia, apenas, as seguintes circunscrições: Arquidiocese de Goiás, Diocese de Porto Nacional, prelazias de Jataí, Alto Tocantins (Niquelândia), Ilha do Bananal e Tocantinópolis. Em 1955, Dom Emanuel Gomes de Oliveira, arcebispo de Goiás, convocou uma reunião destas dioceses e prelazias - a Província Eclesiástica de Goiás - para um estudo, com a finalidade de fazer uma revisão da divisão eclesiástica do estado e oferecer à Santa Sé o pedido de reestruturação das dioceses, com a possível supressão de algumas e a criação de outras. Dom Emanuel não chegou a presidir esta reunião, pois faleceu dia 12 de maio daquele ano. Dom Abel Ribeiro Camelo, bispo auxiliar de Dom Emanuel, foi eleito vigário capitular de Goiás. Ele manteve a convocação do encontro.
Os bispos, reunidos por ocasião do sepultamento do Arcebispo em Goiânia, fizeram o plano e o pedido. A Santa Sé reorganizou, assim, as dioceses do estado:
1. Arquidiocese de Goiânia - sede da província.
2. Dioceses: Goiás, Porto Nacional, Jataí e Uruaçu.
3. Prelazias de Tocantinópolis, Cristalândia e Formosa.

A 16 de junho de 1957, foi instalada pelo então núncio apostólico no Brasil, Dom Armando Lombardi, a Arquidiocese de Goiânia, em ato solene realizado na Praça da Catedral. Na mesma ocasião, tomou posse o primeiro Arcebispo de Goiânia, Dom Fernando Gomes dos Santos, natural de Patos (Paraíba), até então bispo de Aracaju, Sergipe.
Começou, aí, uma nova e preciosa fase da Igreja em Goiás. Além de novos centros de irradiação da fé, as dioceses foram convocadas para uma outra realidade. O início da construção de Brasília mudou rapidamente a feição geográfica do Centro-Oeste brasileiro. A Capital trouxe um desenvolvimento tão rápido que não poderia ser previsto.
A nova capital exigia meios de comunicação e transporte, renovação de estruturas e formação de pessoal. De sertão, Goiás foi se tornando centro administrativo e político do País. Segundo o Censo de 2022, Brasília tem 2.817.381 habitantes e Goiânia conta com 1.437.237 habitantes. O cerrado tornou-se cidade, de deserto, em capital. Do carro de boi ao avião a jato, do correio no lombo do burro para a época da Internet. Nenhuma estrutura estava preparada para isto. Surgiram então, as grandes rodovias, os meios modernos de comunicação. O processo da urbanização trouxe exigências novas de uma organização eclesiástica mais ágil para cumprir o mandato da evangelização. Entre outros homens da Igreja, três se destacaram, nessa hora, para a Igreja no Brasil: Dom Hélder Câmara, então secretário-geral da CNBB, Dom Armando Lombardi, núncio apostólico no Brasil, e Dom Fernando Gomes dos Santos, Arcebispo de Goiânia.
Eles anteviram esta transformação rápida e procuraram preparar a Igreja do Centro-Oeste para responder aos desafios. Em 1958, a CNBB realizou em Goiânia sua Assembleia Geral, para que o Episcopado brasileiro conhecesse as obras de Brasília, da nova fase do Brasil, e pudesse assumir essa hora histórica.
Nas primeiras semanas em Goiânia, enquanto organizava a Cúria Metropolitana, e retomava as obras da construção da Catedral, ele criou e instalou duas paróquias em Brasília: uma, Santa Cruz, no canteiro de obras do Plano Piloto; e outra, a de São João Bosco, no acampamento dos operários, o Núcleo Bandeirante. Confiou sua direção, respectivamente aos padres estigmatinos e salesianos.
Sem deixar de visitar sua imensa arquidiocese (107.000 km²) para renovar o entusiasmo dos padres, das religiosas e dos leigos, ele dava presença constante em Brasília, incentivando e apoiando as iniciativas de religiosos e religiosas que iam chegando à nova Capital. Colocou ali um vigário-geral da Arquidiocese de Goiânia, lutou junto à Novacap (empresa pública que dirigia a construção de Brasília) e ao Governo Juscelino Kubitschek para a reserva de terrenos para igrejas, escolas e colégios católicos. E, junto à Santa Sé, com apoio do episcopado brasileiro, alcançou a criação da Arquidiocese de Brasília.
Outros passos deste início trepidante foram se seguindo. Dom Fernando direcionou a Romaria do Divino Pai Eterno, confiada já aos padres redentoristas, a quem apoiou e orientou para que a vida das romarias se distinguisse da vida paroquial. E, assim, a Pastoral do Santuário foi tomando feições novas de Pastoral das Romarias.
Enquanto retomava as obras da construção do novo santuário, dinamizava o acabamento da Catedral de Goiânia, e levava avante a preparação de espaços físicos e a estruturação da Cúria Metropolitana, do seminário da Arquidiocese e de um Centro de Formação e Treinamento de Líderes (hoje, Centro Pastoral Dom Fernando).
No dia 15 de outubro de 1991, a arquidiocese recebeu a visita de São João Paulo II.
A arquidiocese possui 123 paróquias reunidas em 5 vicariatos territoriais: Nossa Senhora Auxiliadora, Nossa Senhora do Perpétuo Socorro, Nossa Senhora Aparecida, Nossa Senhora da Abadia e Nossa Senhora da Piedade, além de 3 ambientais (Evangelização, Solidariedade e Cultura e Educação).
É composta pelos seguintes municípios: Abadia de Goiás, Aparecida de Goiânia, Araçu, Aragoiânia, Bela Vista de Goiás, Bonfinópolis, Brazabrantes, Caldazinha, Campestre de Goiás, Caturaí, Cristianópolis, Goiânia, Goianira, Guapó, Hidrolândia, Inhumas, ltauçu, Leopoldo de Bulhões, Santo Antônio de Goiás, São Miguel do Passa Quatro, Senador Canedo, Silvânia, Trindade, Varjão e Vianópolis.

## Arcebispos e Bispos
Administração local:
|                   | Nome                           | Período    | Notas                               |
| Arcebispos        | Arcebispos                     | Arcebispos | Arcebispos                          |
| ----------------- | ------------------------------ | ---------- | ----------------------------------- |
| 4º                | João Justino de Medeiros Silva | 2021-      | Atual                               |
| 3º                | Washington Cruz, C.P.          | 2002-2021  | Arcebispo emérito                   |
| 2º                | Antônio Ribeiro de Oliveira    | 1985-2002  |                                     |
| 1º                | Fernando Gomes dos Santos      | 1957-1985  |                                     |
| Bispos Auxiliares |                                |            |                                     |
|                   | José Roberto dos Reis, C.P.    | 2024-      | Atual                               |
|                   | Danival Milagres Coelho        | 2024-      | Atual                               |
|                   | Moacir Silva Arantes           | 2016-2020  | Nomeado Bispo de Barreiras          |
|                   | Levi Bonatto                   | 2014-atual |                                     |
|                   | Waldemar Passini Dalbello      | 2010-2014  | Nomeado Bispo coadjutor de Luziânia |
|                   | Antônio Ribeiro de Oliveira    | 1961-1975  | Nomeado Bispo de Ipameri            |